# 리베르 데 코퀴나

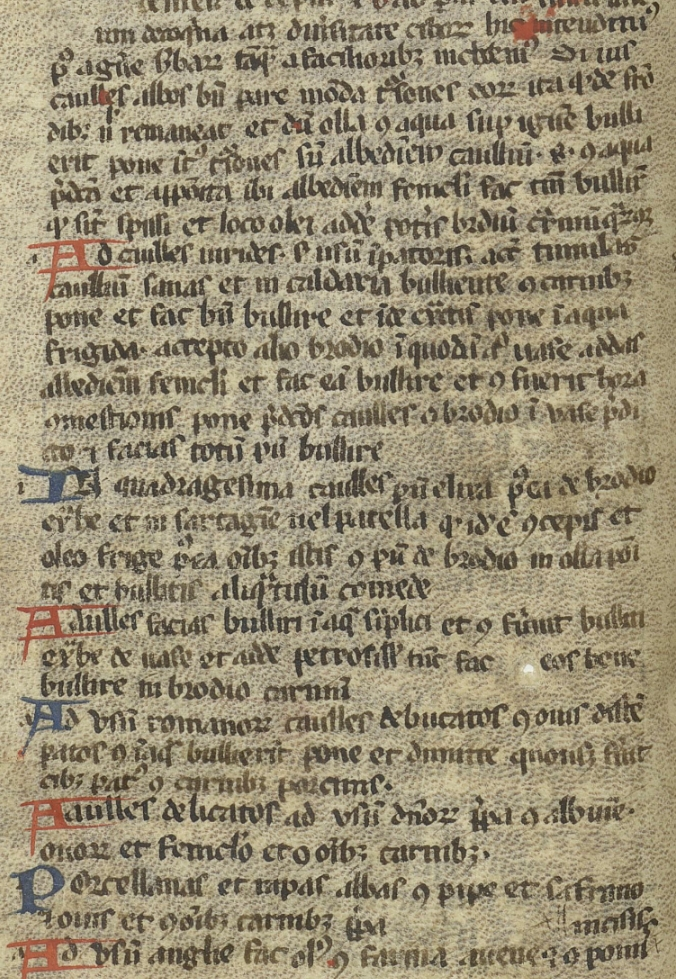

리베르 데 코퀴나(이탈리아어: Liber de Coquina)는 라틴어로 요리책이라는 의미로서 중세의 것으로는 가장 오래된 요리책 중 하나다. 14세기에 만들어졌으며 두 본 남아있는 원본은 모두 프랑스 파리 국립도서관에 보관돼 있다.
책은 크게 두 부분으로 나뉘며 Tractatus (1장) 와 Liber de Coquina (2장)로 구성된다. 두 부분의 저자는 확실하지 않다. 1장은 프랑스 출신의 요리사가, 2장은 이태리 출신의 나폴리 궁정 시대 사람이 쓴 것으로 추측되고 있다.

## 같이 보기
- 중세 요리